# 국부 성간 구름

국부 성간 구름의 가장자리 근처에 위치해 있는 태양과 근처의 G-복합 구름에 있는 약 4 광년 거리의 센타우루스자리 알파를 보여주는 지도.

국부 성간 구름(영어: Local Interstellar Cloud)은 현재 지구의 태양계가 움직여 통과하고 있는 약 30 광년(9.2 pc) 길이의 성간 구름이다. 국부 성간 구름 내에 태양이 박혀있는지, 아니면 국부 성간 구름이 근처의 G-구름과 상호작용하고 있는 영역인지 아직까지 불확실하다. 태양계는 44,000년에서 150,000년 전 사이에 현 위치의 국부 성간 구름에 들어온 것으로 여겨지고 있고, 10,000년에서 20,000년 동안 더 구름 내에 남아있을 것으로 예측되고 있다. 구름의 온도는 약 7,000 K(6,730 °C, 12,140 °F)으로, 태양의 표면 온도와 거의 같다. 그러나 우리 은하의 성간물질의 평균 밀도(0.5개/cm3)보다 낮은, 입방센티미터당 원자 0.3개로 매우 희박하기 때문에 비열용량은 매우 낮다. 밀도는 국부 성간 구름을 둘러싸는 국부 거품의 가스(0.05개/cm3)보다 여섯배 높은 편이다. 비교해 보면, 지구의 대기 끝자락에는 입방센티미터당 분자 1.2×1013개가 있다. 450 km(280 마일)에서는 약 5,000만 개로 급격히 감소한다.
구름은 별형성 영역인 전갈자리-센타우루스자리 성협으로부터 멀어지는 방향으로 움직이고 있다.
2009년, 보이저 2호의 데이터는 국부 성간 구름의 자기장의 세기가 예상했던 것(180~250 pT)보다 훨씬 강함(370~550 pT)을 시사했다. 국부 성간 구름이 강하게 자화되어 있다는 사실은 국부 거품에서 부는 바람에 의해 가해지는 압력에도 불구하고 구름이 계속해서 유지될 수 있는 이유를 설명할 수 있다.
지구에 미치는 국부 성간 구름의 잠재적인 효과는 태양풍과 태양의 자기장에 의해 가로막힌다. 태양권계면과의 상호작용은 태양계와 성간공간 사이의 경계 지도를 작성하는 NASA의 위성인, 성간 경계 탐사선(IBEX)에 의해 연구 중이다.

## 같이 보기
- 굴드 대
- 가까운 별 목록
- 오리온자리 팔
- 페르세우스자리 팔

## 더 읽어보기
- Science Nasa: "별에서 불어오는 미풍" 보관됨 2010-02-20 - 웨이백 머신 뱀주인자리에서 오는 풍부한 헬륨 성간풍
- "국부 침니와 초거품"
- 보이저의 성간 발견 보관됨 2010-04-05 - 웨이백 머신
- Anderson, Mark (2007년 1월 6일). “"당신이 솜털을 얻기 전까지 멈추지 말라"”. 《New Scientist》 193 (2585): 26–30. doi:10.1016/S0262-4079(07)60043-8.

지구 → 태양계 → 국부 성간 구름 → 국부 거품 → 굴드 대 → 오리온자리 팔 → 우리은하 → 우리은하의 위성은하 → 국부은하군 → 국부 쉬트(Local Sheet) → 처녀자리 초은하단 → 라니아케아 초은하단 → KBC 보이드(Local Hole) → 관측 가능한 우주 → 우주 
각 화살표(→)는 "내부" 또는 "일부"로 읽을 수 있다.